# Luis Antonio Delgado
Luis Antonio Delgado Tapia (León, Guanajuato, México; 19 de agosto de 1990), conocido simplemente como Luis Delgado o por su sobrenombre Chapa Delgado es un futbolista mexicano. Su posición es la de Defensa lateral por derecha o interior y su equipo último fue el Correcaminos de la UAT, del desaparecido Ascenso MX, desde entonces es jugador libre.

## Trayectoria
Luis Delgado comenzó a los dieciséis años a jugar fútbol en la liga local amateur de su ciudad natal y desde los dieciocho, en equipos de Tercera y Segunda División. En el año 2010 ingresa a las fuerzas básicas del Club León, donde es constante en las convocatorias al primer equipo, lo que le vale el debut como profesional a la edad de 20 años, el 8 de octubre de 2010 frente a los Albinegros de Orizaba. Formó parte del equipo que logró el título del Torneo Clausura 2012 de la Liga de Ascenso, así como el Ascenso a Primera División y el bicampeonato en el máximo circuito. 
A pesar de que inició jugando como delantero extremo, a su llegada al León fue habilitado como volante, y posteriormente como defensa lateral por cualquier banda, función que desempeña en la actualidad, aunque por ahora ya no tiene equipo.

## Clubes
Actualizado al 11 de noviembre de 2016.
Último partido citado: Mineros 2 - 1 Coras
| Club León · México                                                                                    |               |               |    |   |    |   |   |    |    |   |
| 1.ªA                                                                                                  | 2010/11       | 9             | 2  | - | -  | - | - | 9  | 2  |   |
| 1.ªA                                                                                                  | 2011/12       | 17            | 0  | - | -  | - | - | 17 | 0  |   |
| 1.ª                                                                                                   | 2012/13       | 17            | 0  | 6 | 0  | - | - | 23 | 0  |   |
| 1.ª                                                                                                   | 2013/14       | 7             | 0  | 0 | 0  | - | - | 7  | 0  |   |
| 1.ª                                                                                                   | 2014/15       | 6             | 0  | - | -  | 1 | 0 | 7  | 0  |   |
| Total club                                                                                            | Total club    | 56            | 2  | 6 | 0  | 1 | 0 | 63 | 2  |   |
| Mineros de Zacatecas · México                                                                         |               |               |    |   |    |   |   |    |    |   |
| 1.ªA                                                                                                  | 2015/16       | 12            | 0  | 8 | 0  | - | - | 20 | 0  |   |
| 1.ªA                                                                                                  | 2016/17       | 11            | 0  | 0 | 0  | - | - | 11 | 0  |   |
| Total club                                                                                            | Total club    | 23            | 0  | 8 | 0  | 0 | 0 | 31 | 0  |   |
| Total carrera                                                                                         | Total carrera | Total carrera | 79 | 2 | 14 | 0 | 1 | 0  | 94 | 2 |
| (1) Incluye datos de la Copa México. (2) Incluye datos de la Liga de Campeones de Concacaf (2014/15). |               |               |    |   |    |   |   |    |    |   |

## Palmarés

### Campeonatos nacionales
| Título                   | Club      | País   | Año  |
| ------------------------ | --------- | ------ | ---- |
| Clausura Liga de Ascenso | Club León | México | 2012 |
| Campeón de Ascenso       | Club León | México | 2012 |
| Apertura                 | Club León | México | 2013 |
| Clausura                 | Club León | México | 2014 |